# 오스틴 베이시스
오스틴 베이시스(Austin Basis, 1976년 9월 14일 ~ )는 미국의 배우이다.
브루클린에서 태어났다.

## 출연 작품
- 제이. 에드가 (2011년) - 뱅크 텔러 역
- 리-컷 (2010년)
- 더 씽스 위 캐리 (2009년)
- 콜링 인 러브 (2008년) - 찰리 역
- 마이 쎄시 걸 (2008년) - 레오 역
- Dead Tone (2007)
- 아메리칸 좀비 (2007년) - 이반 역
- 윈드폴 (2006년)
- 도리언 블루스 (2004년) - 스푸키 역

### 텔레비전
- 라이프 언익스펙티드 (2010-11) - 마스 로저스 역
- 네세서리 러프니스 (2011)
- 미녀와 야수 (2012-16)